# ヤン・シュトゥルサ
ヤン・シュトゥルサ（Jan Štursa、1880年5月13日 - 1925年5月2日）は、チェコの彫刻家。現代チェコ彫刻の創始者の一人。
ヴィソチナ州の山岳地帯で生まれる。
作品は綜合主義を採用していたため、ドイツ的と見られることもあった。
晩年は梅毒に苦しみ、銃で自殺した。

## 作品

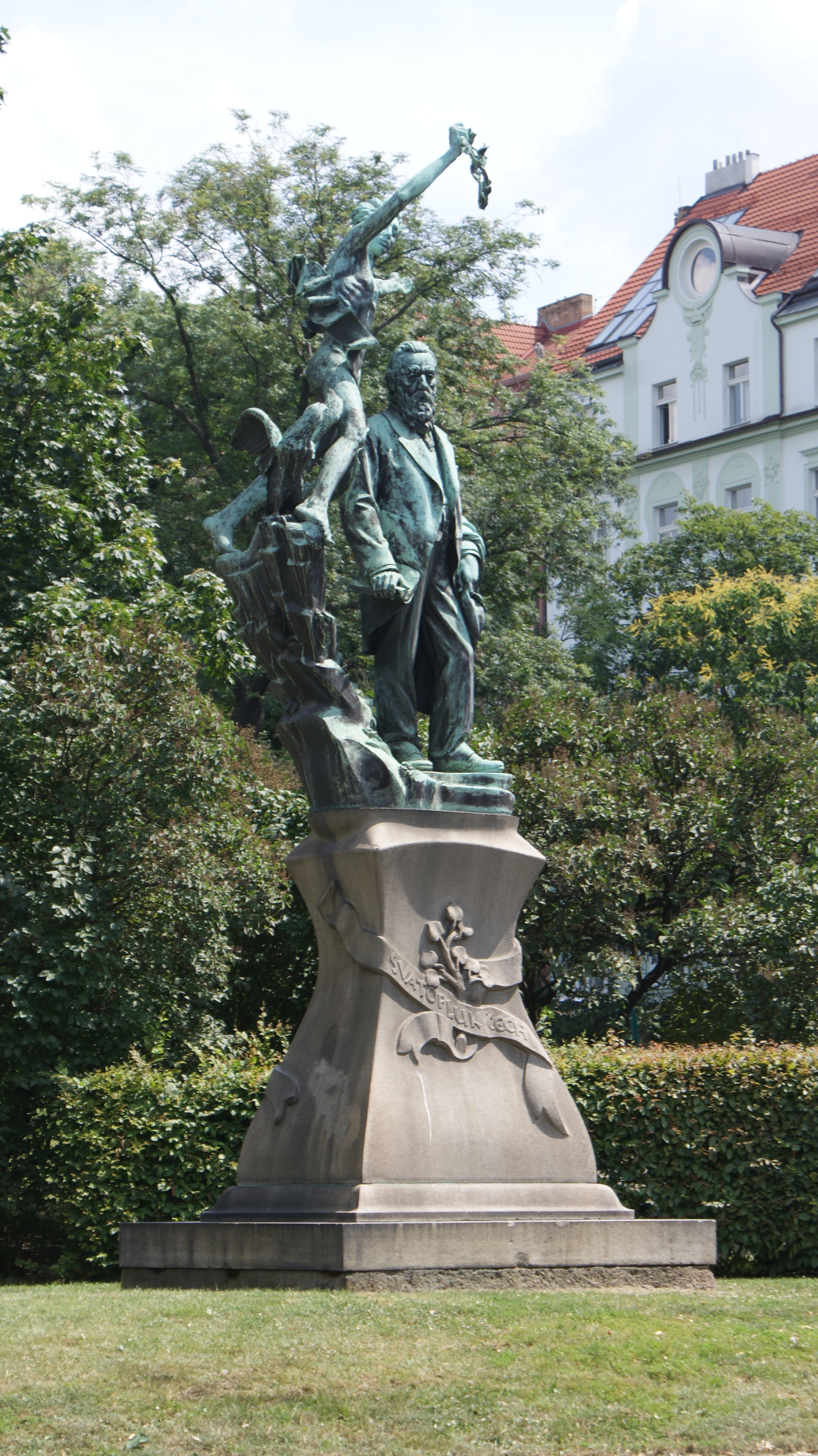
文学者Svatopluka Čechaの記念碑
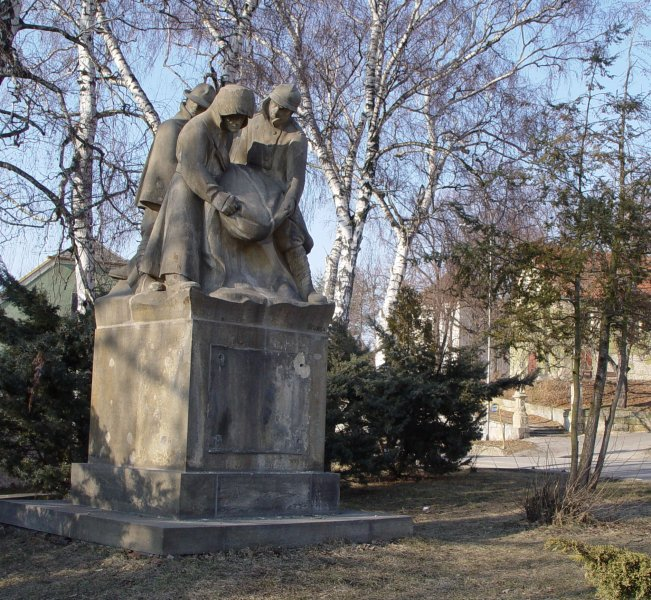
"Funeral in Carpathians"